# Berthold Knetsch
Berthold Knetsch (* 16. März 1855 in Zedlitz bei Schweidnitz; † 1923) war ein deutscher Musikpädagoge und Musikschriftsteller.

## Leben
Knetsch besuchte 1872 bis 1875 das Lehrerseminar in Breslau und war anschließend Lehrer in Schönwalde und Stettin. 1877 studierte er kurzzeitig am Leipziger Konservatorium und wirkte schließlich 1878 bis 1887 als Lehrer am Konservatorium in Stettin, dessen Leitung er 1891 übernahm. 1893 gründete er in Stettin eine eigene Klavier- und Theorieschule, aus der das sogenannte Riemann-Konservatorium hervorging, das Knetsch am 16. Oktober 1899 eröffnete und bis 1907 leitete. 
1907 übersiedelte Knetsch nach Berlin und wurde dort 1908 Dozent für Musikwissenschaften an der Freien Hochschule, einem 1902 gegründeten Institut für Erwachsenenbildung, das sich 1915 mit der Humboldt-Akademie zusammenschloss.
Der Komponist Justus Hermann Wetzel, der 1905 bis 1907 am Riemann-Konservatorium lehrte, bezeichnete Knetsch als „vortrefflichen Musikpädagogen“, der ihn auch mit den Schriften des Namensgebers Hugo Riemann vertraut machte.

## Schriften
- Grundzüge der musikalischen Elementartheorie. Nebst einem kurzgefassten Grundriss der Geschichte des Klaviers, Leipzig: Breitkopf & Härtel 1882
- Organisation des Unterrichtes am Riemann-Conservatorium zu Stettin, Stettin: Saran, 1903
- Tonale Chromatik, in: Musikalisches Wochenblatt, Jg. 38, Nr. 31/32 vom 1. August 1907, S. 661–664 (Digitalisat) und Nr. 33/34 vom 15. August 1907, S. 681–683 – Sonderdruck Leipzig: Kreysing 1907
- Allgemeine Musiklehre, Berlin & Leipzig: Hillger 1909 (= Hillgers illustrierte Volksbücher, Band 130)
- Die Grundlagen für das Verständnis des musikalischen Kunstwerkes, Berlin & Leipzig: Hillger 1911
- Musik und Jugendpflege, Jena: Diederichs 1912 (= Jugendpflege, Band 1)
- Die Pflege der Musik im Jugendverein, Jena: Diederichs 1912 (= Jugendpflege, Band 2)